# Đurakovac
Gjurakoc en albanais et Đurakovac en serbe latin (en serbe cyrillique : Ђураковац) est un village du Kosovo situé dans la commune/municipalité d'Istog/Istok et dans le district de Pejë/Peć. Selon le recensement kosovar de 2011, elle compte 2 209 habitants.

## Histoire
Le village est connu pour son église Saint-Nicolas, dont l'origine remonte à 1362 ; reconstruite en 1592, elle abrite des icônes peintes en 1630 et conserve aussi un manuscrit contenant les canons liturgiques de la Mère-de-Dieu, un type d'ouvrage qui, en serbe, porte le nom de Bogorodičnik et qui remonte au XVIe siècle ; combinaison de pierre et de bois, elle est caractéristique des édifices religieux de la vallée du Drin blanc et est inscrite sur la liste des monuments culturels d'importance exceptionnelle de la république de Serbie ; elle figure aussi sur la liste des monuments culturels du Kosovo.
Dans le village se trouvent également les ruines d'une église consacrée aux saints Côme et Damien, ainsi que celles d'une autre église dont le saint patron est inconnu.
La tour-résidence de Bashor Pren Gegaj est proposée pour une inscription sur la liste kosovare.

## Démographie

### Évolution historique de la population dans la localité
| 1948  | 1953  | 1961  | 1971  | 1981  | 1991  | 2011  |
| ----- | ----- | ----- | ----- | ----- | ----- | ----- |
| 1 235 | 1 615 | 2 143 | 2 631 | 3 100 | 3 801 | 2 209 |

|  |

### Répartition de la population par nationalités (2011)
En 2011, les Albanais représentaient 91,17 % de la population.